# Bouvy (Amsterdam)
Het glasbedrijf van Anton N. Bouvy bevond zich aan de Hoogte Kadijk 121 te Amsterdam. Anton Bouvy (1851-1932) was de zoon van J. Bouvy, die in Dordrecht de Koninklijke Nederlandsche Glasfabriek J.J.B.J. Bouvy had opgericht. Vanaf 1883 verkocht Anton Bouvy onder meer marmerglas. In 1915 bestond het bedrijf nog.